# Бурундук східний
Бурундук східний, або східноамериканський (лат. Tamias striatus) — звичайний вид на сході США і південному сході Канади. Розміри тіла — 14-19 см, хвоста — 8-11 см, маса — 70-140 р. Спина рудувато-сіра з п'ятьма темними смужками, а по боках між ними - двома світлими смужками, облямованими рудим і темним хутром. Хвіст рудувато-бурий. Трапляється в листяних лісах, парках, заростях чагарників, може ховатись між камінням.